# Chiojdu
Chiojdu là một xã thuộc hạt Buzău, România. Dân số thời điểm năm 2002 là 3843 người.